# Fields of Gold
«Fields of Gold» es una de las canciones más conocidas del cantante británico Sting, extraída como sencillo del álbum Ten summoner's tales, publicado en 1993 por el sello A&M.

## Composición
Sting compuso la canción para guitarra, inspirándose la letra en los colores del atardecer en un campo de cebada próximo a una casa que acababa de comprar, así como en la historia de amor que estaba viviendo en ese momento.